# 中山纪念碑
中山纪念碑位于广东省广州市越秀区越秀公园内的越秀山山顶，是为缅怀孙中山先生革命史迹的纪念性建筑之一。纪念碑的底座平面呈十字折角形，下开拱门，底座上有雕花栏杆。 碑身呈方锥形，高37米，由花岗岩砌成。碑身正面镶有一块面积约27平方米的花岗岩，上面铭刻有李济深用隶书书写《总理遗嘱》。 该纪念碑建于1929年，和广州中山纪念堂一样，也是由负责担任南京中山陵设计的国内著名建筑师吕彦直设计。
由於為使碑、堂（中山紀念堂）同軸，最終確定在附近的越井崗觀音閣遺址上建造，從而形成廣州城區老中軸線上「南堂北碑」的風景特色。
1928年，在建设中山纪念碑时，将位于原址的观音阁拆除。观音阁曾是1857年，第二次鸦片战争时英法联军占领广州的总部。

1959年，当时的广州电视台（现广东广播电视台）在纪念碑顶设立临时电视发射天线，以DS-2频道播出电视节目，直至1966年隔壁的广东电视塔建成后才迁移至新电视塔发射。
中山纪念碑内分13层，有盘旋梯级，游人沿梯拾级可登至碑顶，眺望羊城全景，但目前已不开放游客登顶。
1978年7月被公布为广东省文物保护单位，2001年与中山纪念堂一起成为全国重点文物保护单位。

## 相关图片

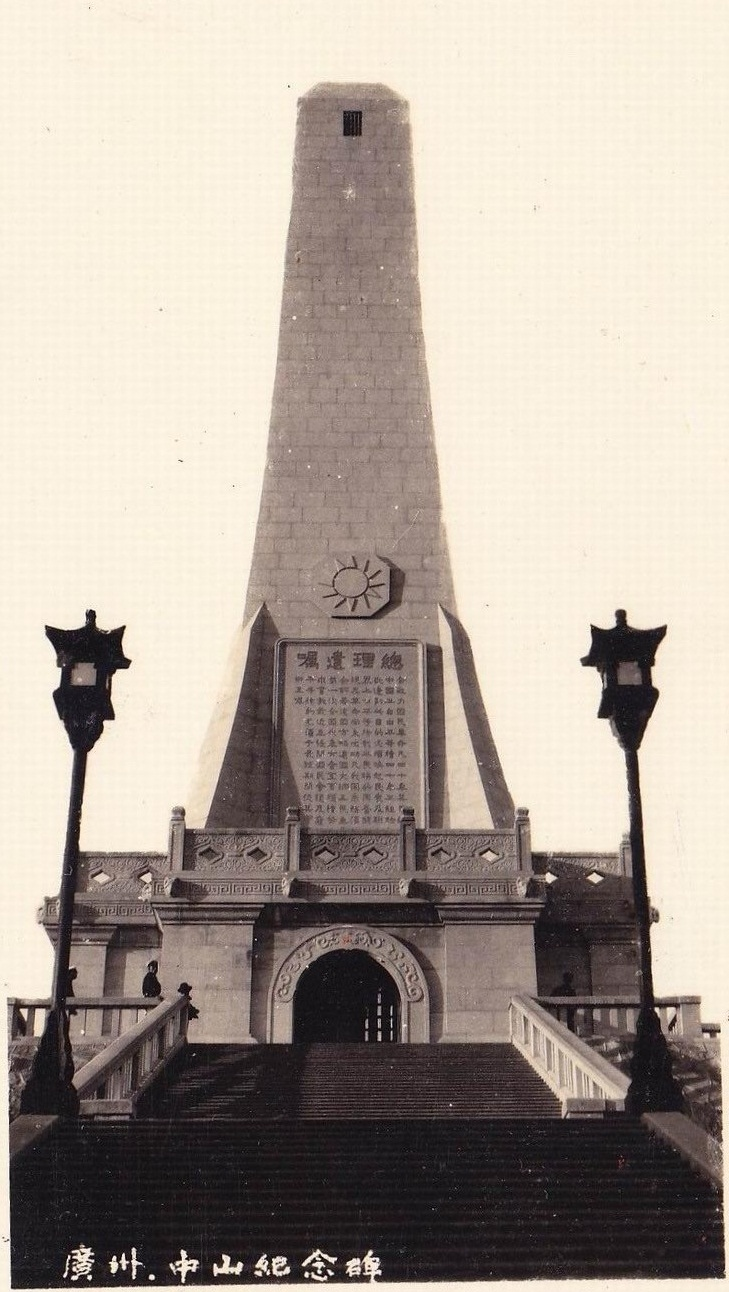
民國時期的中山紀念碑
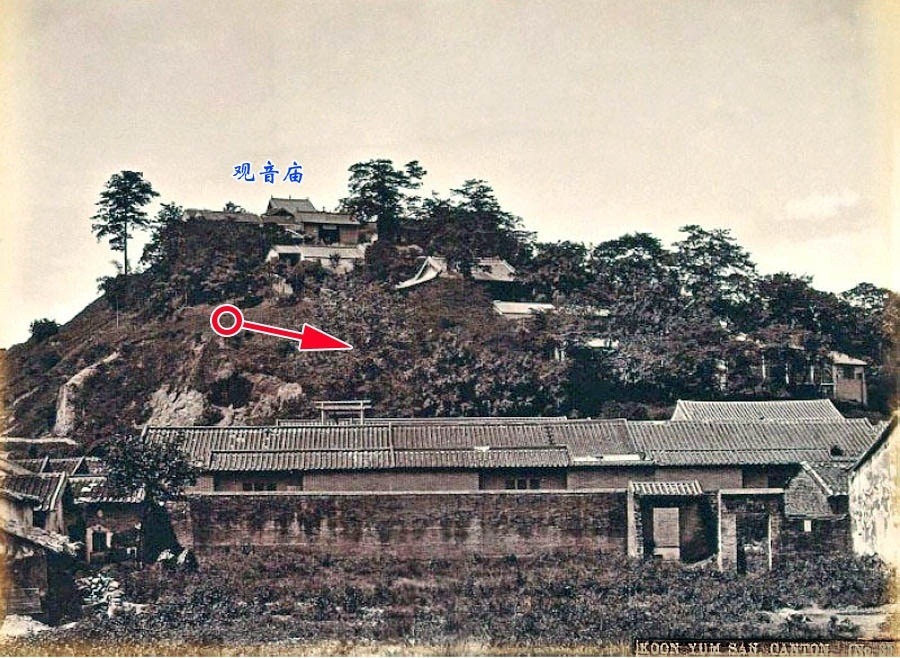
觀音閣原來的位置
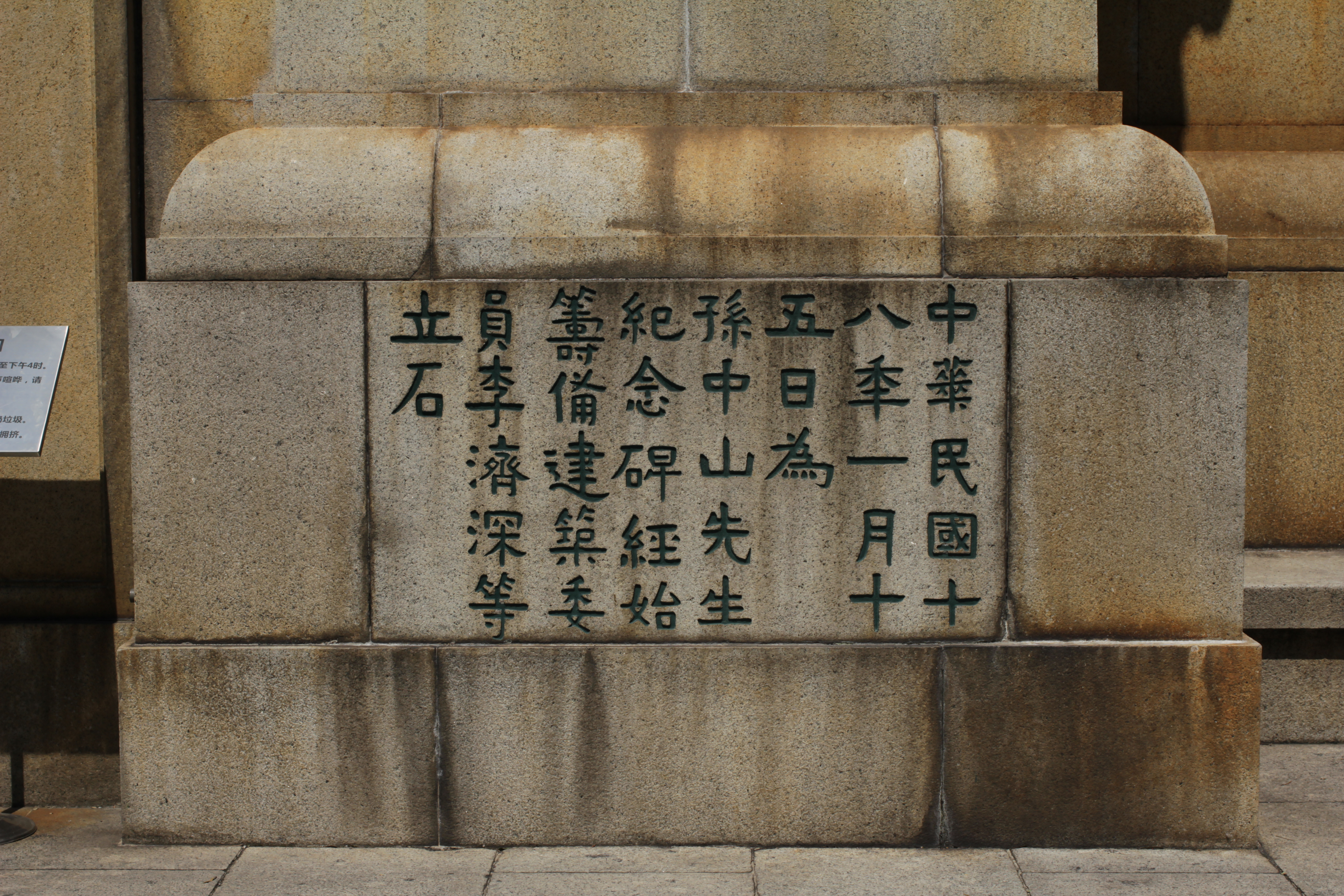
紀念碑奠基，籌備建築委員李濟深等立石。
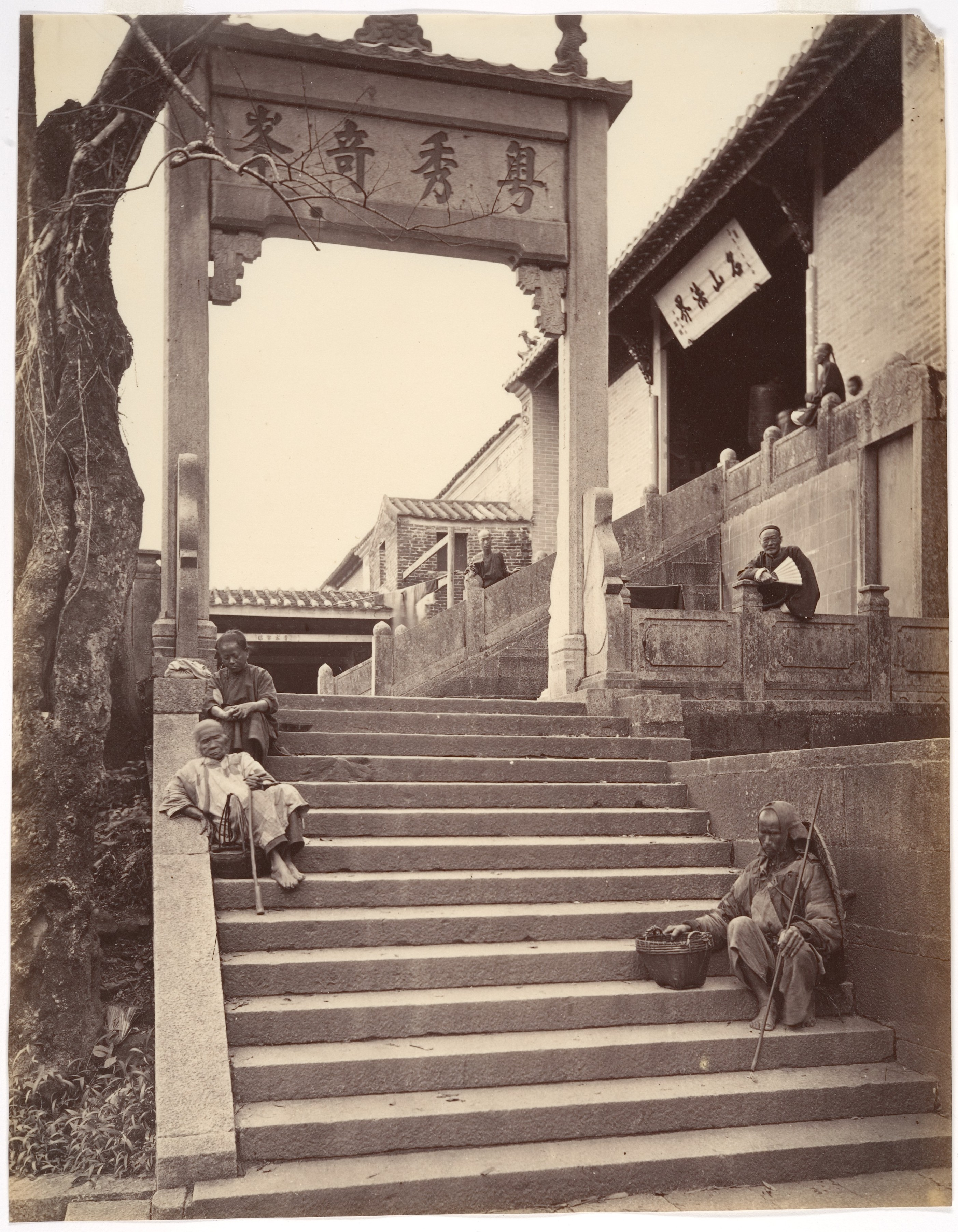
觀音閣前的「粤秀奇峯」牌坊，現該坊仍存。
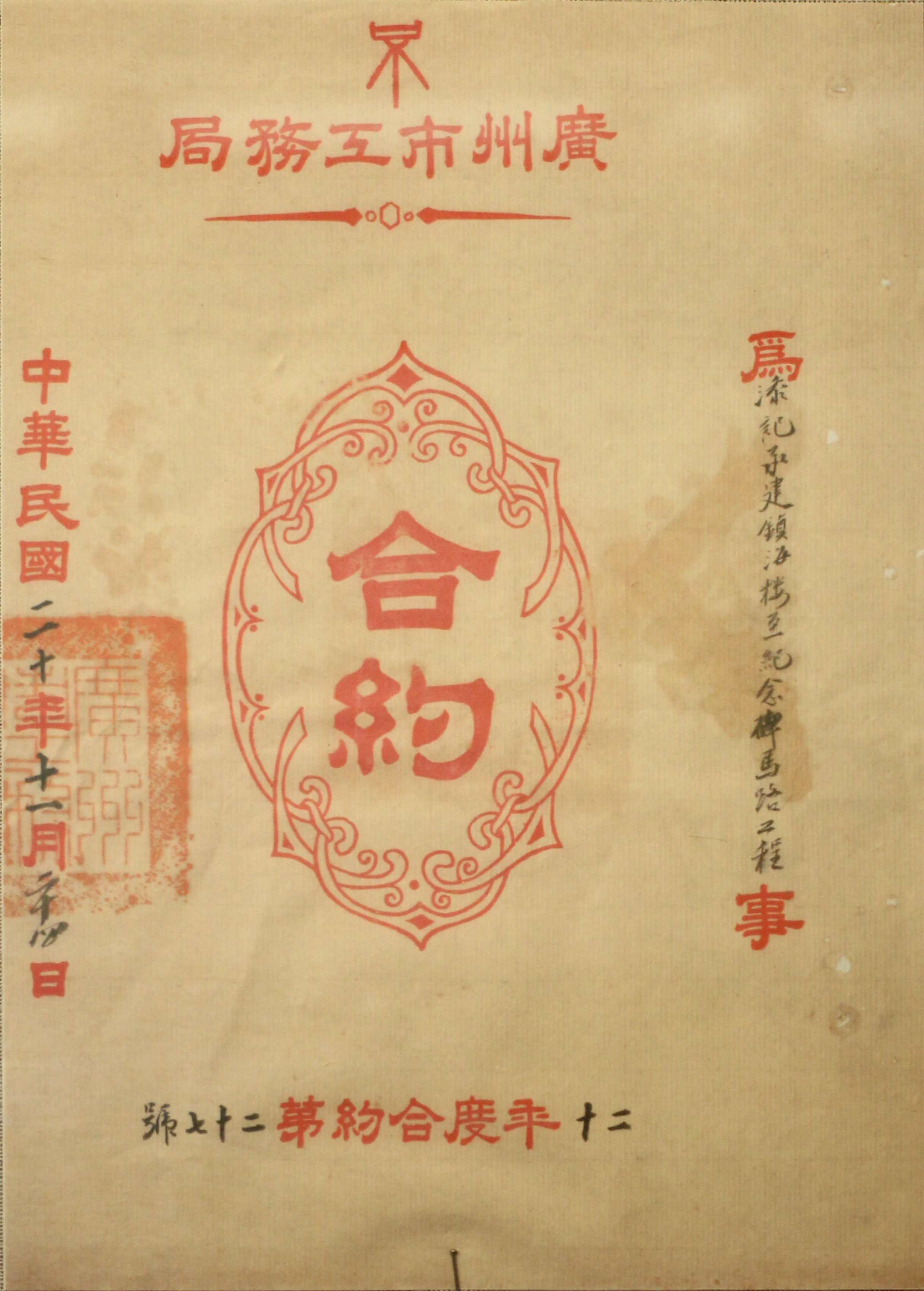
中華民國二十年廣州市工務局承建鎮海樓至中山紀念碑馬路工程合約
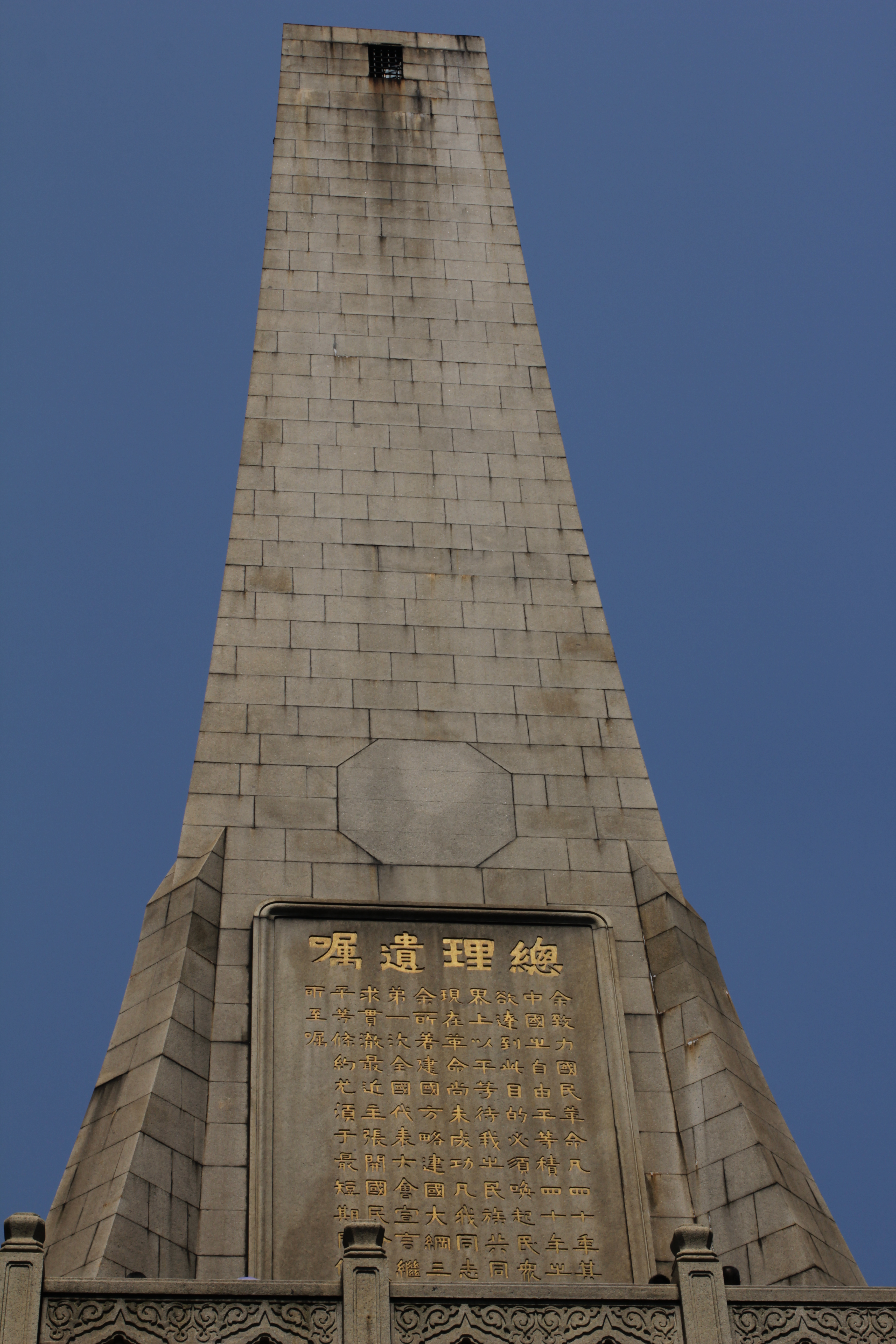
正面
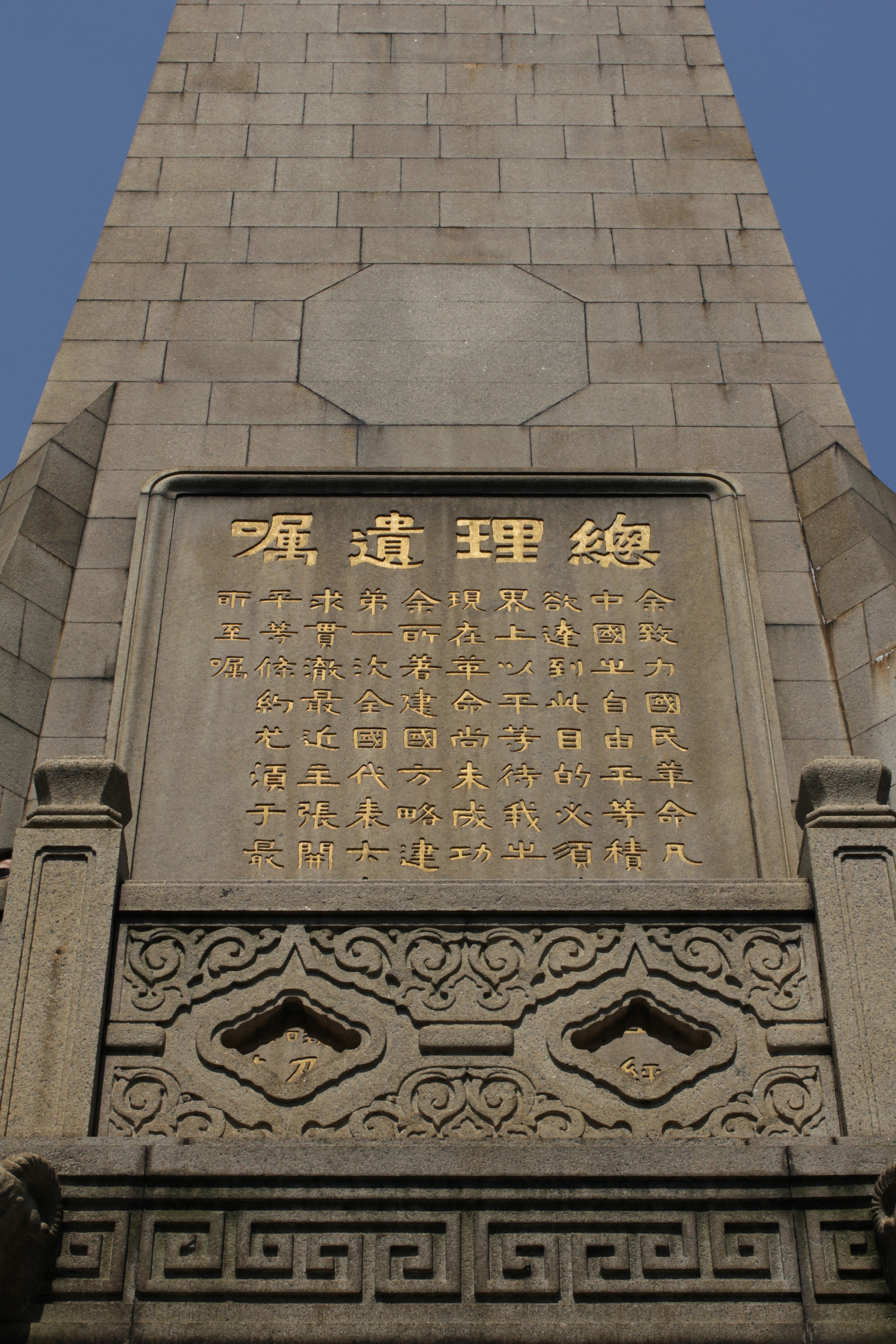
總理遺囑。
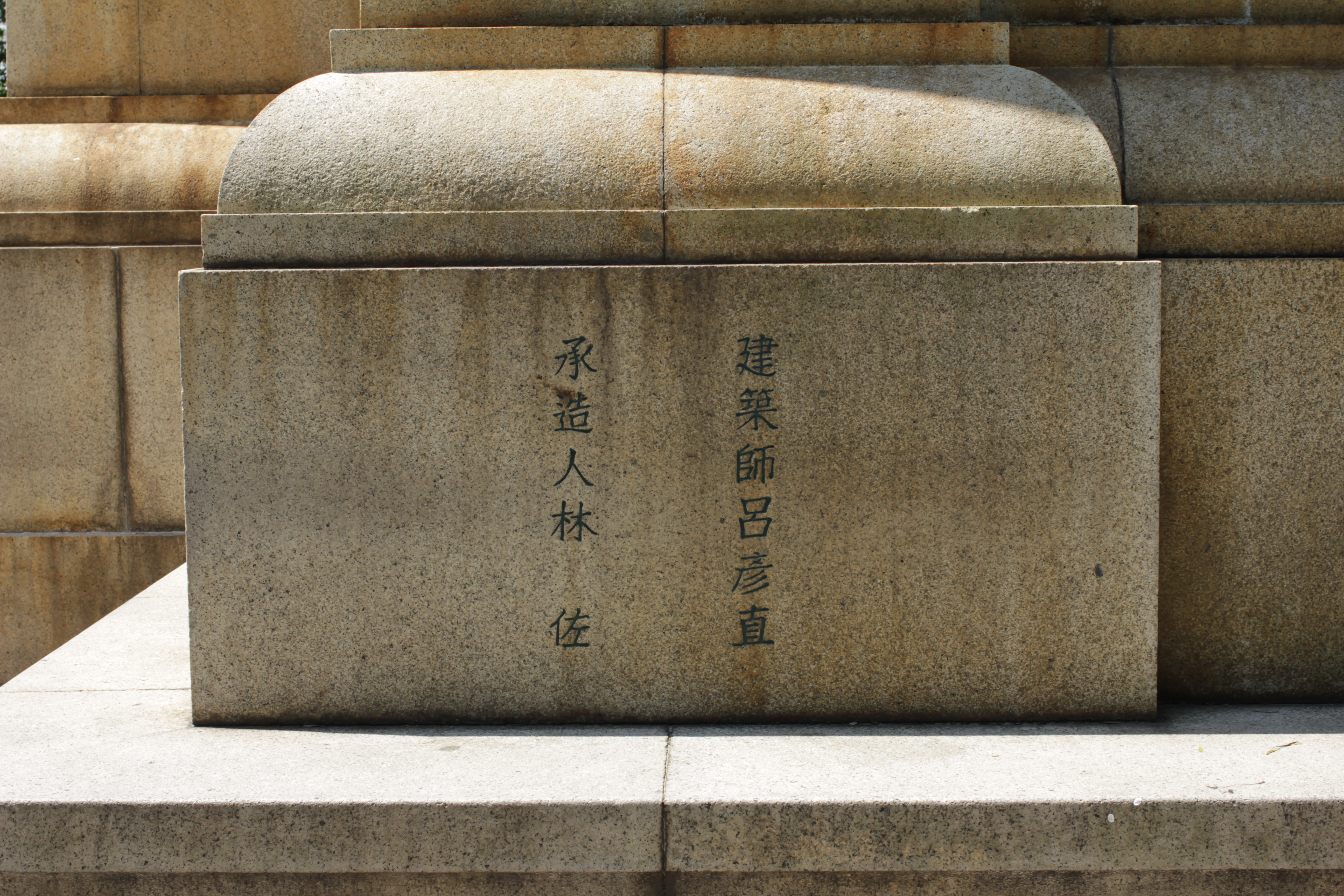
建築師呂彦直及承造人林佐
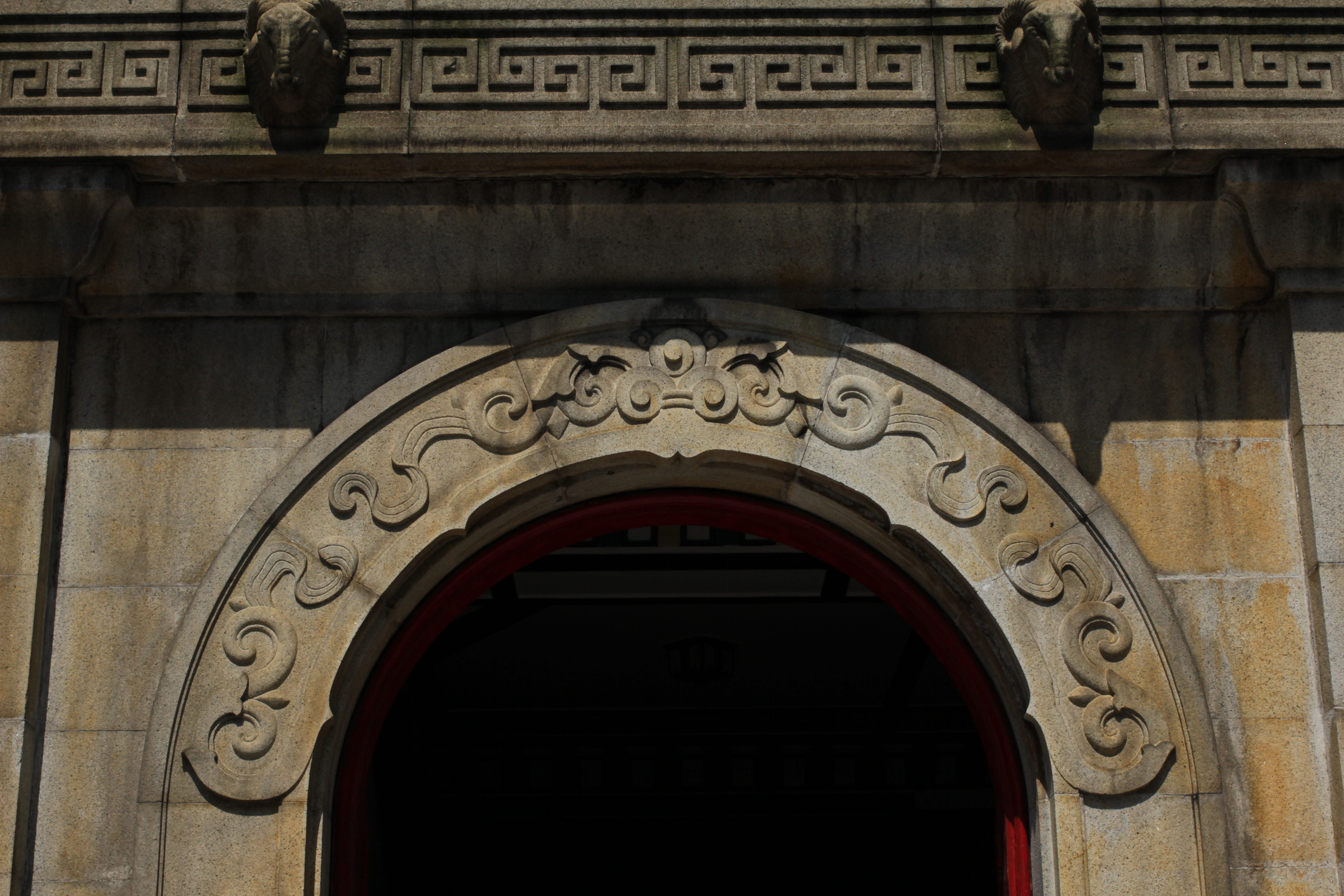
正門雕刻
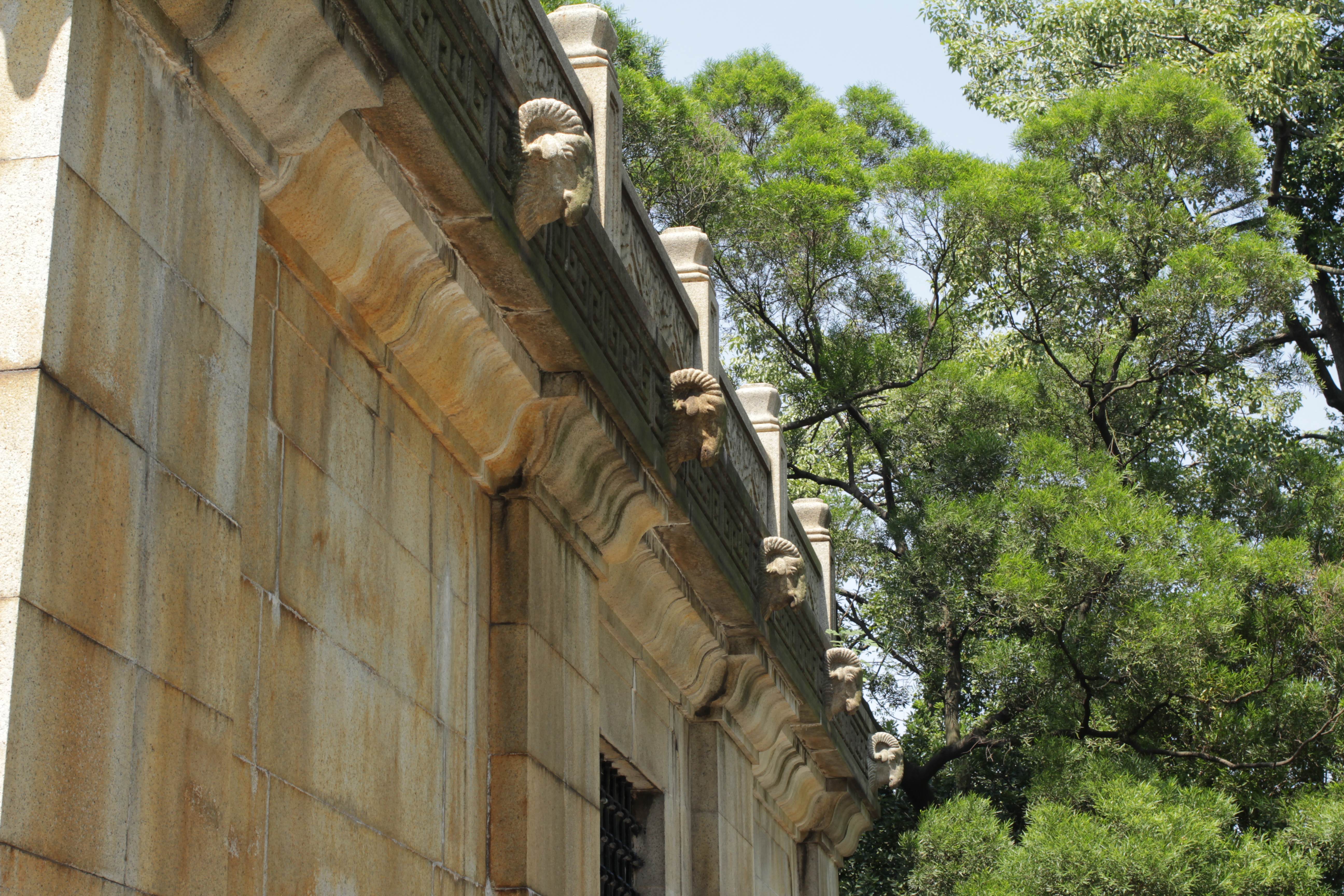
紀念碑側

1. ↑  .   [2022-08-19]. （原始内容存档于2022-08-19）.